# Knížata
Knížata (německy Knischat) je malá vesnice, část obce Těmice v okrese Pelhřimov. Nachází se asi 3,5 km na východ od Těmice. V roce 2009 zde bylo evidováno 8 adres. V roce 2001 zde trvale žil jeden obyvatel
Knížata leží v katastrálním území Drahoňov o výměře 3,1 km2.

## Další fotografie

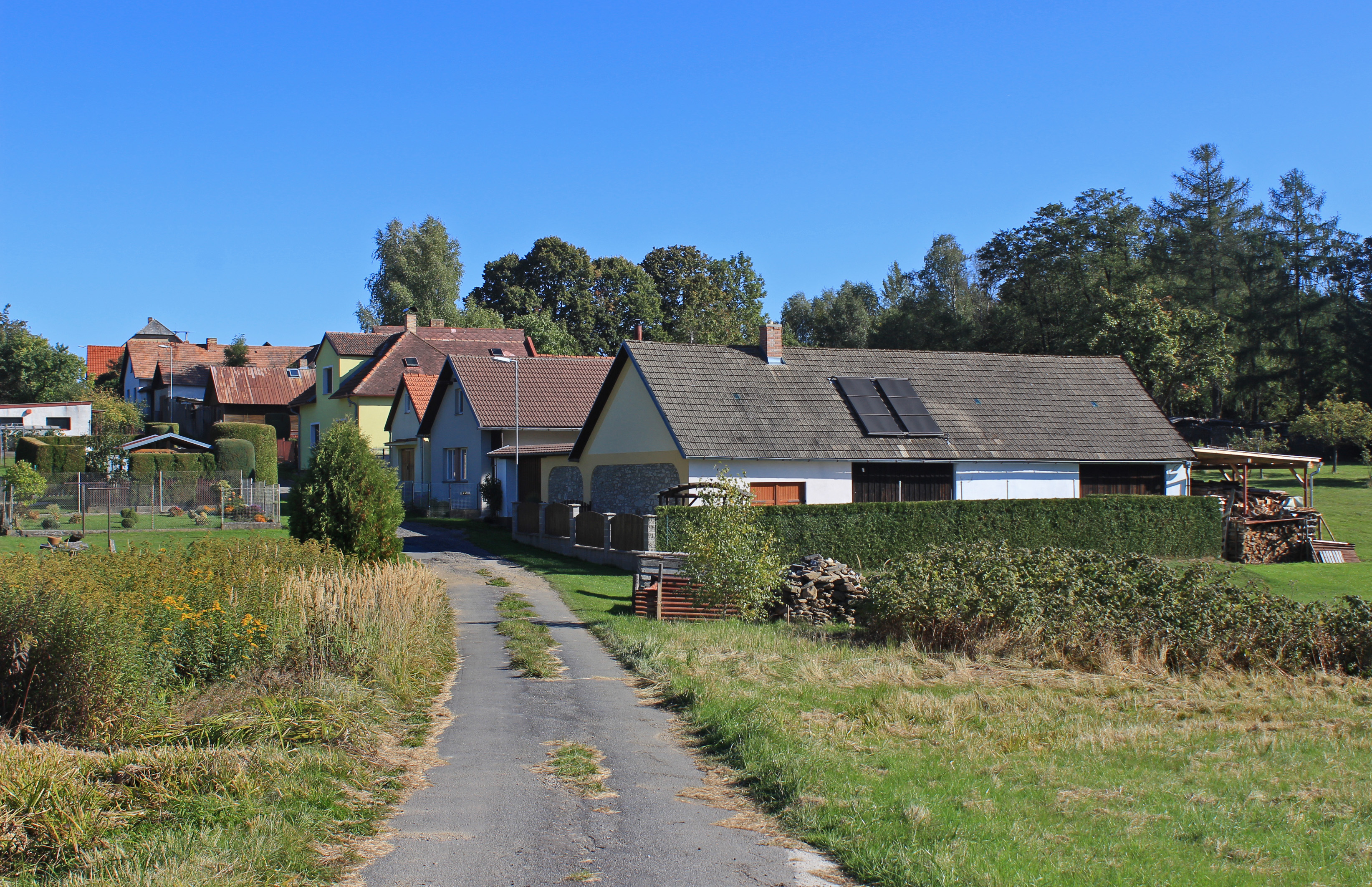
Vesnice od jihu
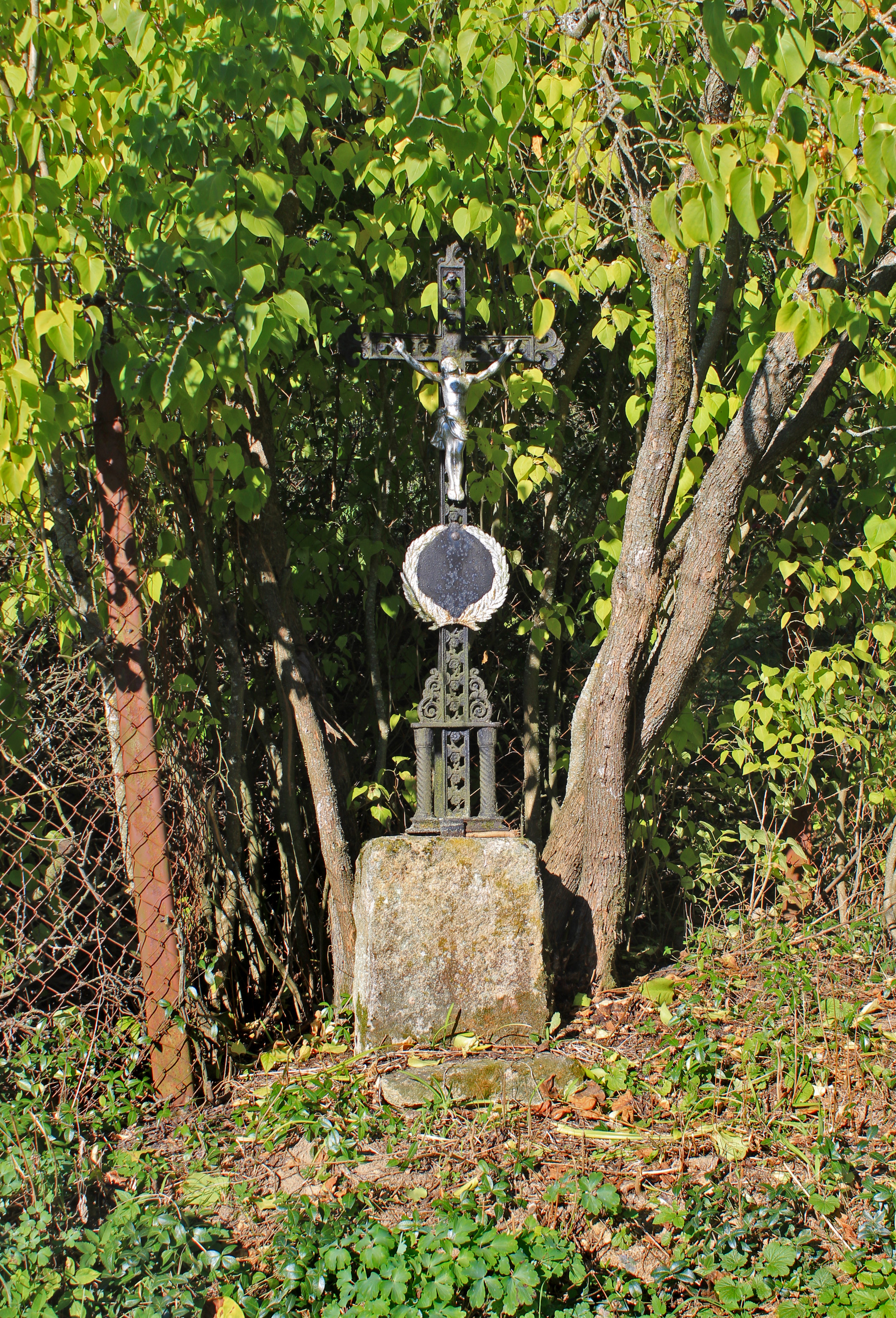
Křížek u cesty
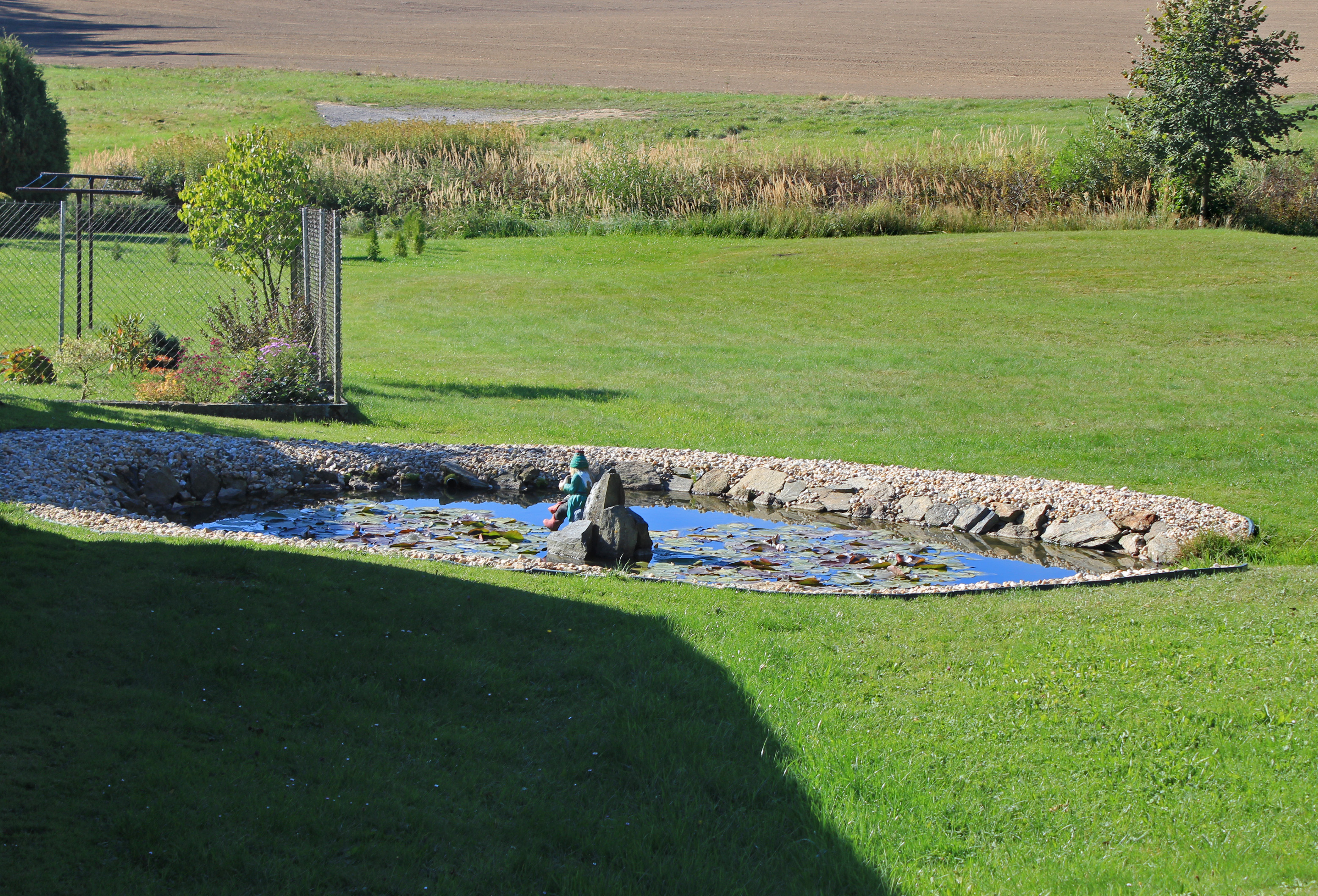
Umělé jezírko s vodníkem